# Ульяновское (Донецкая область)
Ульяновское (укр. Улянівське) — посёлок в Амвросиевском районе Донецкой области Украины. Находится под контролем самопровозглашённой Донецкой Народной Республики.

## География
В Ульяновском протекает речка Сухой Еланчик, а также имеются два пруда — «Новый ставок» и «Старый ставок». К югу и юго-востоку от населённого пункта проходит граница между Украиной и Россией.

#### Соседние населённые пункты по странам света
С: Новоивановка, Ольгинское (выше по течению Сухого Еланчика)
СЗ: Вишнёвое, Культура, Светлый Луч
СВ: Кошарное, Мокроеланчик, Василевка
З: Кумачово
В: —
ЮЗ: Победа, Берестовое
ЮВ: —
Ю: Шрамко (Российская Федерация) 

## Население
Численность населения по переписи 2001 года составляла 853 человека.

## Местный совет
Ульяновское относится к Новоивановскому сельскому совету.
Адрес сельского совета: 87352, Донецкая область, Амвросиевский район, с. Новоивановка, ул. Советская, 5а; тел. 58-1-17.

## Инфраструктура
Имеются средняя школа, детский сад, почтовое отделение, 4 магазина, амбулатория (больница).